# 拉斯克疊跳棋
拉斯克疊跳棋（Lasca），是伊曼紐·拉斯克在1911年推出類似基於英國跳棋與俄羅斯疊跳棋混合的兩人棋類。

## 棋具
- 棋盤為7*7的深淺色方格交錯。

- 以兩色扁圓狀的棋子區分敵我，一體兩類，正面稱為兵，反面稱為王，每方各十一枚。

## 規則
- 兵放在離己方三橫行的深色棋格。

- 升變：当兵停在敵方底行时，將其頂端棋子翻面，改稱為王。

- 棋疊：指堆疊在同一棋位的任何方棋子，層數至少為一，堆疊數量無限制。操作權屬於頂端棋子的所有者，移動方式與兵種也依頂端棋子而定。

- 每回合玩家可能有二種行動，以跳吃為優先：
  - 跳吃：若條件符合，必須連跳吃。跳過敵棋完後，將該些棋疊的每枚頂端棋子依被跳吃的順序放在該己方棋疊底下，最先被跳的棋疊先放。
    - 跳過斜鄰格的敵方棋疊，落到後者第一個空格。唯獨兵不可往後斜跳。

  - 無法跳吃時，移動一座己方棋疊到斜鄰空格。唯獨兵不可往後斜移動。

- 消滅所有敵棋或是讓敵棋無法移動者勝[2]。

## 外部連結
- 遊戲協會 （页面存档备份，存于）
- 包含拉斯克疊跳棋的免費遊戲 （页面存档备份，存于）